# (10102) Digerhuvud
(10102) Digerhuvud est un astéroïde de la ceinture principale.

## Description
(10102) Digerhuvud est un astéroïde de la ceinture principale. Il fut découvert le 29 février 1992 à La Silla par le programme UESAC. Il présente une orbite caractérisée par un demi-grand axe de 2,42 UA, une excentricité de 0,13 et une inclinaison de 1,8° par rapport à l'écliptique.

## Compléments